# Venezianische Scharade
Venezianische Scharade (englischer Originaltitel The Anonymous Venetian; dt. „Der anonyme Venezianer“) ist der dritte Roman der Schriftstellerin Donna Leon aus dem Jahr 1994. Die deutsche Ausgabe erschien 1996 in einer Übersetzung von Monika Elwenspoek im Diogenes Verlag.

## Inhalt
In der Nähe eines Schlachthofs in Mestre wird die Leiche eines Mannes in Frauenkleidung entdeckt. Commissario Brunetti und Sergente Vianello ermitteln daraufhin im Transvestiten-Milieu. Dabei treffen sie auf Rechtsanwalt Giancarlo Santomauro. Dieser ist Vorsitzender der Lega della Moralità, die angeblich billige Wohnungen an bedürftige Menschen vermietet.
Die Identifizierung des Toten gelingt erst mit Hilfe von Signora Mascari, die bestätigt, dass es sich um ihren Mann Leonardo handelt, der Filialdirektor der Banca de Verona in Venedig war.
Es stellt sich heraus, dass die Mietzahlungen für die Sozialwohnungen, die von Rechtsanwalt Santomauro verwaltet werden, ebenfalls über diese Filiale abgewickelt werden. In einem Gespräch mit Mascaris Nachfolger Marco Oliveri erklärt dieser dem Commissario, dass in den Geschäftsbüchern keinerlei Unregelmäßigkeiten festgestellt worden seien.
Während die Witwe Mascari nichts von einem Doppelleben ihres Mannes gewusst hat, wird ein solches von seinem Nachfolger in aller Ausführlichkeit beschrieben. Brunetti und sein Assistent gelangen jedoch zu der Erkenntnis, dass dies reine Fiktion ist. Tatsächlich haben die Mörder von Signore Mascari dem Toten nur deshalb Frauenkleidung angezogen, um die Ermittlungen der Polizei in eine falsche Richtung zu lenken. Mascari war nämlich dahintergekommen, dass Santomauro und Olivieri die angeblichen Sozialwohnungen teuer vermietet und in die eigene Tasche gewirtschaftet haben. Brunetti findet schließlich heraus, dass die Frauenschuhe, die der Leiche angezogen wurden, von Santomauro gekauft wurden – und der war auch der Mörder.

## Zitat
„Im Gedenken an Arleen Auger. Eine erloschene Sonne.“

## Erstausgaben
- The Anonymous Venetian. Macmillan, London 1994, ISBN 0-333-61679-0
- Venezianische Scharade. Commissario Brunettis dritter Fall. Aus dem Amerikanischen von Monika Elwenspoek. Diogenes, Zürich 1996, ISBN 3-257-06103-X

## Hörspiel & Hörbuch
- 1998: Hörspiel: Donna Leon – Venezianische Scharade, produziert von den Sendern SDR/DLR Berlin und WDR. Die Regie führte Hans Gerd Krogmann. Brunetti wurde von Michael König gesprochen.
  - Veröffentlichung: 2 MC (Der Hörverlag)

- Hörbuch: Donna Leon – Venezianische Scharade CD/MC (Steinbach sprechende Bücher)

## Verfilmung
Der entsprechende Fernsehfilm Donna Leon – Venezianische Scharade erschien im Jahr 2000 in der Serie Donna Leon mit:
- Joachim Król: Commissario Guido Brunetti
- Barbara Auer: Paola Brunetti
- Karl Fischer: Sergente Vianello
- Michael Degen: Vice-Questore Patta
- Annett Renneberg: Elettra Zorzi
- Laura Syniawa: Chiara Brunetti
- Patrick Diemling: Raffi Brunetti